# Joseph als Zimmermann
Joseph als Zimmermann ist ein Gemälde des französischen Malers Georges de la Tour.

## Beschreibung
Das Bild zeigt einen Greis und ein Kind in einem dunklen Raum bei der Arbeit. Der alte Mann beugt sich gerade zur Arbeit an einem Stück Holz nieder und hat gleichzeitig die Augen erhoben in Richtung auf das von einer Kerze hell beleuchtete Knabengesicht. Der Kopf des Kindes ist durch das Licht das Zentrum des Bildes.

## Hintergrund
In Lothringen predigte zur Zeit de la Tours der Franziskaner Pierre Fourier über den „großen gelehrten bewunderungswürdigen Zimmermann“ Josef, den Vater Jesu. Sein Beruf wird im Neuen Testament mit dem griechischen Wort „Tekton“ angegeben (Mt 13:55), was „Bauhandwerker“, aber auch „Architekt“ oder „Bauherr“ bedeutete und alle Tätigkeiten beim Hausbau einschloss.
Im Lukasevangelium wird Josef zum letzten Mal erwähnt, als er mit Maria den verlorenen zwölfjährigen Jesus im Tempel von Jerusalem wiederfindet. Daraus schließt man, dass er noch vor dem öffentlichen Auftreten Jesu gestorben sei.

## Kommentar
Wie in vielen Bildern de la Tours kommt auch hier dem Licht und dessen Effekten eine besondere Bedeutung zu. Seine Nachtstücke sind durchweg dunkel gehalten und nur durch Kerzen erleuchtet.